# Theodorus Priscianus
Theodorus Priscianus (4. század második fele) római orvos.
Vindicianus Afer tanítványa, Gratianus császár udvari orvosa volt. Rómában élt. Egy hét részből álló orvosi kézikönyvet írt görög nyelven, ebben a kompiláció jellegű munkában betűrend szerint tárgyalta a betegségeket. Főleg idősebb Plinius és Dioszkuridész munkáit használta fel forrásul. Művét, melyben körülbelül kétszáz növényi és számos az ásványvilágból származó gyógyszer leírása mellett sok babonás szer és varázslat ajánlása található, ő maga fordította le latin nyelvre. Az eredeti görög szöveg elveszett, ellenben a Medicinae praesentaneae című latin fordításból öt fejezet fennmaradt. A munka nyomtatásban először Strasbourgban jelent meg 1532-ben.